# Astragalus diphacus
Astragalus diphacus är en ärtväxtart som beskrevs av Sereno Watson. Astragalus diphacus ingår i släktet vedlar, och familjen ärtväxter. Inga underarter finns listade i Catalogue of Life.